# John Miles (coureur)

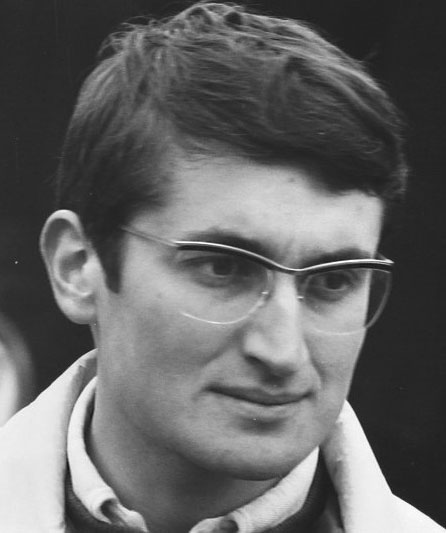
John Miles (coureur)

John Miles (Londen, 14 juni 1943 – Norwich, 8 april 2018) was een Britse Formule 1-coureur, actief in 1969 en 1970. 
Miles reed in die jaren vijftien Grands Prix voor het team van Lotus en scoorde hierin twee punten.